# 王猷 (崇禎進士)
王猷（？—？），號屏石，镇江府丹阳县人，明末官員。崇禎十年進士。

## 生平
崇祯六年（1633年）癸酉科應天鄉試第一百四十一名舉人，崇祯十年（1637年）丁丑科會試第三十五名，廷試三甲一百十四名進士。工部观政，本年十二月授杭州府推官，十三年丁憂，十五年補福州府推官，本省同考，本年丁憂。

## 家族
曾祖王珪，祖王钦，父王洲。